# Bătrâni, Argeș
Bătrâni este un sat în comuna Moșoaia din județul Argeș, Muntenia, România.